# Komusō

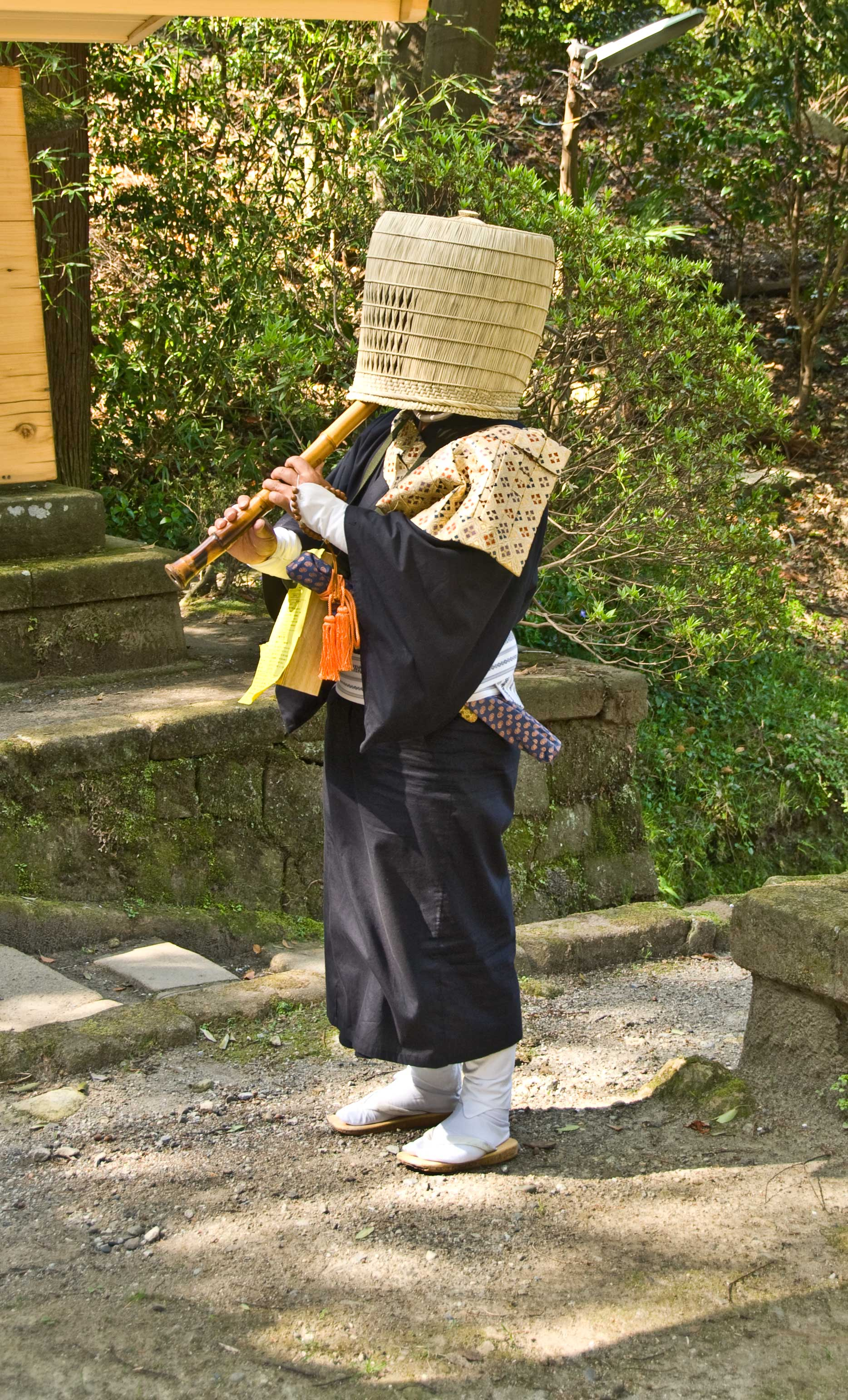
Un călugăr budist cerşind ca un komusō

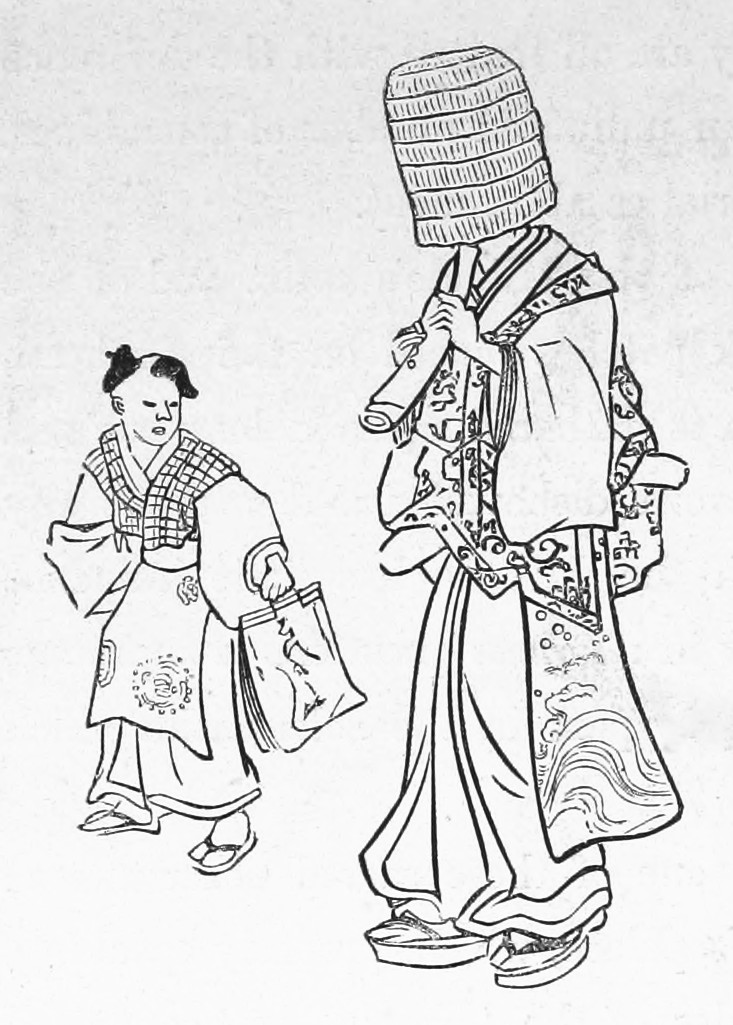
Schiţă a unui komusō (dreapta)

Un komusō (虚無僧 komusō?, Hiragana こむそう; de asemenea romanizat komusou sau komuso) era un practicant ar ordinului monastic Fuke al școlii de Buddhism Zen, din perioada Edo, între 1600 și 1868.
Komusō erau recunoscuți prin coșul de paie (o glugă de stuf numită tengai) purtat pe cap, semn al lipsei de ego. 
Erau de asemenea cunoscuți drept cântăreți de piese solo de shakuhachi (un tip de flaut Japonez). Aceste piese, numite honkyoku ("piese originale") erau cântate in timpul practicii meditative de suizen, ca o metodă de a atinge Nirvana și ca o modalitate de vindecare. Guvernul Japonez a introdus reforme după perioada Edo, abolind secta Fukè. Înregistrările muzicale ale repertoriilor au supraviețuit și au fost reînviate în secolul 20.
Komusō era folosit și ca deghizare de către samurai, în special ronin și posibil și ninja, care rareori făceau parte din structurile tradiționale de samurai.

## Refereințe
1. ↑  Blomberg, Catharina (1994). The heart of the warrior: origins and religious background of the Samurai System in Feudal Japan. Catharina Blomberg. pp. 101–103. ISBN 1-873410-13-1.
2. ↑  Nishiyama, Matsunosuke; Groemer, Gerald (1997). Edo culture: daily life and diversions in urban Japan, 1600-1868. University of Hawaii Press. p. 124. ISBN 0-8248-1736-2.
3. ↑  Turnbull, Stephen R. (2005). Warriors of medieval Japan. Osprey publishing. p. 160. ISBN 1-84176-864-2.[nefuncțională]